# Franz Dinda
 (mai 2022).
Franz Alexander Dinda (né le 25 mars 1983 à Iéna) est un acteur et artiste allemand.

## Filmographie
- 2006 : Die Wolke (Elmar)